# Kalwant Bhopal
Kalwant Bhopal MBE, FAcSS és una professora i científica britànica. Treballa com a professora d'Educació i Justícia Social i directora del Centre de Recerca en Raça i Educació de la Universitat de Birmingham. El seu treball explora els assoliments i experiències dels grups ètnics minoritaris en l'educació amb un focus en com funcionen els processos de racisme, exclusió i marginació en espais predominantment blancs.

## Trajectòria
Bhopal va néixer a Anglaterra i és d'origen indi. Va estudiar sociologia a la seva llicenciatura, abans de completar un postgrau en estudis superiors. Després va completar un màster en sociologia a la London School of Economics abans de completar el seu doctorat a la Universitat de Bristol. Va treballar com a investigadora associada a l'Institut d'Educació de la UCL, on va dur a terme investigacions sobre les experiències educatives dels gitanos i al Regne Unit. Durant els seus primers anys de carrera, afirma haver experimentat un racisme tan subtil com obert.
Posteriorment, Bhopal va treballar a l'Escola d'Educació de la Universitat de Southampton, des de 2006, on va exercir com a professora d'Educació i Justícia Social. El 2015 va ser nomenada Campiona d'Igualtat i Diversitat de la Facultat de Ciències Socials, Humanes i Matemàtiques de la Universitat de Southampton. Aquí va investigar l'esforç considerable que el personal negre i de minories ètniques ha de fer per arribar a nivells acadèmics més alts, així com les experiències educatives d'altres grups poc representats, inclosos els gitanos.
Va estudiar com els aspectes quotidians de l'ensenyament i l'aprenentatge serveixen per marginar determinats grups d'estudiants. El resultat d'aquest treball va ser la creació de recomanacions sobre com s'han d'ensenyar temes vinculats a la raça, la diversitat i la inclusió als cursos d'educació de postgrau.
El 2017 es va incorporar a la Harvard Graduate School of Education, on va passar dos anys com a professora visitant. Aquell any es va traslladar de la Universitat de Southampton a la Universitat de Birmingham. A Birmingham va ser nomenada Professoral Research Fellow i directora adjunta del Centre for Research in Race & Education. El gener de 2020 va ser nomenada directora del Centre de Recerca en Raça i Educació.

## Recerca
Bhopal ha investigat la desigualtat racial i el racisme a l'acadèmia del Regne Unit. Afirma que el racisme està present a l'acadèmia de diverses maneres; inclosa la marginació del personal negre i ètnic minoritari, la seva exclusió de la presa de decisions, microagressions freqüents, biaixos implícits i prejudicis oberts. Argumenta que tractar el racisme actualment no és una prioritat per a les universitats del Regne Unit. En un informe de 2016 de la University and College Union, gairebé tres quartes parts del personal negre i ètnic minoritari van informar que havien patit assetjament racial i assetjament per part dels directius. La mateixa investigació ha afirmat que l'acadèmia del Regne Unit té pràctiques de reclutament i promoció racistes i una bretxa salarial ètnica considerable. Bhopal argumenta que cal un canvi radical per donar suport als estudiants d'ètnia negra i minoritària. Ha argumentat que les universitats treballen cap a la igualtat en termes generals, sense enfrontar-se a pràctiques incòmodes i, finalment, perpetuant el privilegi dels blancs. Bhopal ha demanat que les universitats reconeguin que és tan important com Athena SWAN. Ha afirmat que les iniciatives de diversitat al Regne Unit beneficien principalment les dones blanques de classe mitjana i que, si bé la majoria de les universitats consideren el gènere com una carrera universal, s'ignora en gran manera.

## Obres destacades
Algunes de les seves publicacions més destacades són:
- Bhopal, Kalwant. White Privilege: the myth of a post-racial society.  Policy Press, 2018. ISBN 9781447335979.[23]
- Bhopal, Kalwant and Martin Myers (2018) Home Schooling and Home Education: race, class and inequality. Routledge.[24]
- Bhopal, Kalwant. The Experiences of Black and Minority Ethnic Academics: A comparative study of the unequal academy.  Routledge, 2016. ISBN 9781317816591.[25]
- Bhopal, Kalwant. Asian Women in Higher Education: Shared Communities.  Trentham Books, 2010. ISBN 9781858564692.[26]
- Bhopal, Kalwant. Connecting Children: Care and Family Life in Later Childhood.  Routledge, 2000. ISBN 9780203996355.[27]

Bhopal és editora en cap de la revista Women's Studies International Forum, i directora executiva del British Journal of Sociology of Education, i forma part de diversos consells editorials, inclosa la revista Race Ethnicity and Education. També ha escrit per The Conversation i Times Higher Education.

## Premis i reconeixements
Bhopal va ser nomenada Membre de l'Ordre de l'Imperi Britànic (MBE) en l'any 2020 pels serveis per a la igualtat racial a l'educació.